# Alpes mancelles
Les Alpes mancelles constituent une région naturelle des départements de la Sarthe, de la Mayenne et de l'Orne, appartenant au Massif armoricain. Elles se caractérisent par leurs vallées encaissées où coulent la Sarthe et certains de ses affluents. Le parc naturel régional Normandie-Maine couvre approximativement la région.
Tout comme la Suisse normande voisine, la région des Alpes mancelles s'est fait connaître pour ses paysages pittoresques et accidentés avec l'avènement du tourisme au XIXe siècle. Le nom de la région fait davantage référence à la province du Maine qu'à la ville du Mans, située à une cinquantaine de kilomètres de Saint-Léonard-des-Bois, village le plus emblématique.

## Géographie

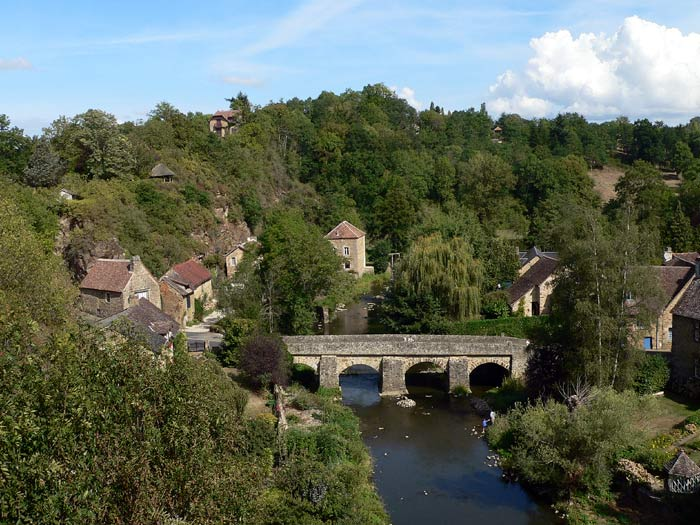
Pont sur la Sarthe à Saint-Céneri-le-Gérei.

Les Alpes mancelles correspondent aux reliefs accidentés du nord-ouest de la Sarthe par opposition aux formes topographiques très planes du reste du département, du haut Maine en particulier. Elles s'étendent sur une superficie de 355 km2 et débordent sur les départements de l'Orne et de la Mayenne,,,,. L'altitude des Alpes mancelles est comprise entre 140 et près de 230 mètres (203 m aux monts de Narbonne, 216 m au Haut-Fourché). Par extension, l'appellation « Alpes mancelles » correspond à une région naturelle plus vaste,, englobant le mont des Avaloirs qui culmine à 416 mètres.
Les contours de la région ne sont pas clairement définis puisqu'au XIXe siècle, les Alpes mancelles étaient souvent perçues dans une acception plus large, s'étendant jusqu'aux Coëvrons au sud, englobant Évron, Sainte-Suzanne et Saulges. L'hebdomadaire Les Alpes mancelles libérées couvre d'ailleurs toujours une zone centrée sur Sillé-le-Guillaume et allant de Montsûrs à Conlie. La définition contemporaine des Alpes mancelles se réduit aux environs de Saint-Léonard-des-Bois et de Saint-Céneri-le-Gérei. Les Alpes mancelles est devenue une marque touristique en 2024 définissant une zone allant de Vilaines-la-Juhel à l'ouest à Fresnay-sur-Sarthe à l'est.
Ce territoire est composé de fragments de plateau et de petites montagnes aux versants parfois abrupts. Le paysage est très arboré : haies, vergers, petits bois, lambeaux des forêts de Sillé, de Pail, de Perseigne et de Multonne, jadis très étendues. Les vallées encaissées et sinueuses de la Sarthe et de ses affluents de la rive droite ont parfois l'aspect de gorges étroites et encombrées de rochers ; parfois encore elles s'élargissent et décrivent des méandres au profil dissymétrique et bordés de terrasses.
La Sarthe est surimposée ; elle a maintenu son tracé ancien, fixé dès le tertiaire, et s'est enfoncée sur place dans les roches primaires de l'extrémité orientale du Massif armoricain, alors qu'un écoulement Nord - Sud d'Alençon à Piacé eût été beaucoup plus facile.

## Histoire
D'après une légende locale, le nom d'Alpes mancelles aurait été donné au VIIe siècle par deux frères, originaires de Spolète en Ombrie, Céneri (de son vrai nom Serenicus ou Genericus) et Cerenède, qui, ayant quitté Rome pour le royaume des Francs et franchi les Alpes, décidèrent de n'arrêter leur marche qu'en présence d'un paysage leur évoquant des sites alpestres ; ce qu'ils firent dans cette partie escarpée de l'actuel département de la Sarthe. Les deux frères devinrent ermites, un monastère fut construit après leur mort sur l'actuelle commune de Saint-Céneri-le-Gérei mais il fut détruit par les Vikings au début du Xe siècle.

## Tourisme
Points élevés et circuits permettent de découvrir de beaux paysages : rochers du Haut-Fourché et de Narbonne, éboulis, gués et chapelets de blocs dans la Sarthe, falaise des Toyères dominant le cirque de Saint-Céneri, vallée dénudée de Misère qui doit son nom au caractère désolé du paysage composé d'éboulis de roches et d'une maigre végétation de genêts et de bruyère. Le territoire des Alpes mancelles est intégré au parc naturel régional Normandie-Maine.
Des parcours de canoë-kayak et de VTT font découvrir cette partie préservée de la vallée de la Sarthe, tout particulièrement les villages de Saint-Céneri-le-Gérei, (classé parmi les Plus Beaux Villages de France), Saint-Léonard-des-Bois et la petite cité médiévale de Fresnay-sur-Sarthe.